# رنگ‌های پان‌ایرانیست
رنگ‌های پان‌ایرانیستی قرمز، سفید و سبز و گاهی طلایی یا زرد است. از آنها بر روی پرچم‌ها و بنرهای بسیاری از کشورها و مناطق ایران از جمله ایران، افغانستان، تاجیکستان و کردستان استفاده شده است. ریشه در سنت باستانی که در شاهنشاهی هخامنشی برجسته شد، رنگ‌های پان‌ایرانیستی و الگوهای مشابهی که در آنها استفاده می‌شود، نمادی از ریشه‌های مشترک مردمان ایرانی است.

## تاریخچه
طبق اوستا، جمعیت آزاد کامل جامعه ایران باستان به سه طبقه تقسیم می‌شد که هر کدام با رنگ خاصی همراه بودند:
- اشراف نظامی (به اوستایی: raθaē-štar) - با رنگ قرمز نشان داده می‌شود که نماد شجاعت نظامی و خون و ایثار به نام آرمان‌های عالی است، بنابراین محترم‌ترین و نجیب‌ترین محسوب می‌شود.
- موبد (āθravan) - با رنگ سفید نشان داده می‌شود که نماد معنویت، خلوص اخلاقی، پاکیزگی و قداست است.
- جامعه دامدار-کشاورز (vāstrya fšuyant) - با رنگ سبز نشان داده شده است که نماد طبیعت، جوانی و رفاه است.[۷]

## پرچم‌های کنونی

پرچم ایران
پرچم تاجیکستان
پرچم کردستان

## پرچم‌های پیشین

پرچم ایران قاجاری از ۱۹۰۷ تا ۱۹۱۰ م
پرچم ایران قاجار از ۱۹۱۰ تا ۱۹۲۴م
پرچم ایران پهلوی از ۱۹۲۵ تا ۱۹۶۴
پرچم ایران پهلوی از سال ۱۹۶۴ تا انقلاب ایران
پرچم پادشاهی افغانستان (۱۹۲۸)
پرچم پادشاهی افغانستان (۱۹۲۸-۱۹۲۹)
پرچم پادشاهی افغانستان (۱۹۲۹-۱۹۳۱)
پرچم پادشاهی افغانستان (۱۹۳۱–۱۹۷۳)
پرچم جمهوری افغانستان (۱۹۷۳-۱۹۷۴)
پرچم دولت انتقالی اسلامی افغانستان (۲۰۰۲–۲۰۰۴)
پرچم جمهوری اسلامی افغانستان (۲۰۰۴-۲۰۲۱)
پرچم پادشاهی کردستان (۱۹۲۲-۱۹۲۴)
پرچم جمهوری آرارات (۱۹۲۷-۱۹۳۱)
پرچم جمهوری مهاباد (۱۹۴۵-۱۹۴۶)
پرچم دولت خلق آذربایجان (۱۹۴۵-۱۹۴۶)
پرچم دیگری که توسط دولت خلق آذربایجان استفاده می‌شود
پرچم آزادیستان (۱۹۲۰)
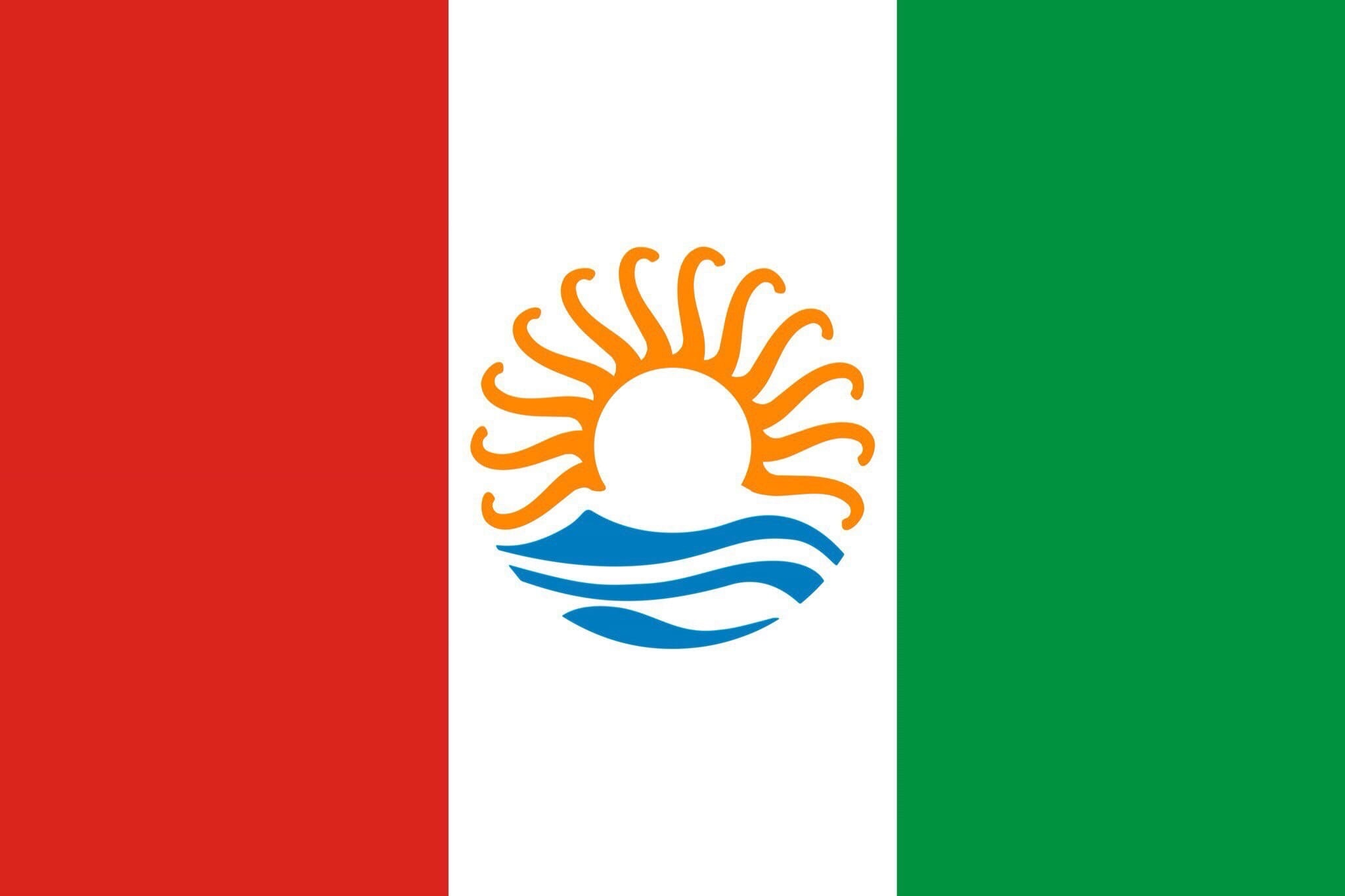
پرچم جمهوری خودگردان تالش-مغان
پرچم تاجیکستان از ۱۹۹۱ تا ۱۹۹۲